# Liste der finnischen Botschafter in Nigeria

## Geschichte
Am 1. März 2004 zog die Botschaft von Lagos nach Abuja.
| Ernennung Akkreditierung | Botschafter         | Bemerkung       | Regierung in Finnland | akkreditiert von      | Posten verlassen |
| ------------------------ | ------------------- | --------------- | --------------------- | --------------------- | ---------------- |
| 1963                     | Jaakko Lyytinen     |                 | Urho Kekkonen         | Nnamdi Azikiwe        | 1966             |
| 1966                     | Olavi Saikku        |                 | Urho Kekkonen         | Johnson Aguiyi-Ironsi | 1969             |
| 1969                     | Olli Auero          |                 | Urho Kekkonen         | Johnson Aguiyi-Ironsi | 1971             |
| 1971                     | Ensio Helaniemi     |                 | Urho Kekkonen         | Johnson Aguiyi-Ironsi | 1973             |
| 1973                     | Erkki Hedmansson    |                 | Urho Kekkonen         | Johnson Aguiyi-Ironsi | 1976             |
| 1976                     | Aarno Arola         |                 | Urho Kekkonen         | Olusegun Obasanjo     | 1981             |
| 1981                     | Bo Ådahl            |                 | Urho Kekkonen         | Shehu Shagari         | 1985             |
| 1985                     | Vilho Koiranen      |                 | Mauno Koivisto        | Ibrahim Babangida     | 1989             |
| 1989                     | Esko Kunnamo        |                 | Mauno Koivisto        | Ibrahim Babangida     | 1992             |
| 1992                     | Heikki Latvanen     |                 | Mauno Koivisto        | Ibrahim Babangida     | 1995             |
| 1996                     | Hannu Ripatti       | Geschäftsträger | Martti Ahtisaari      | Ernest Shonekan       | 1998             |
| 1999                     | Eero Saarikoski     |                 | Martti Ahtisaari      | Olusegun Obasanjo     | 2003             |
| 2003                     | Anna-Liisa Korhonen |                 | Tarja Halonen         | Olusegun Obasanjo     | 2007             |
| 2007                     | Erik Ulfstedt       |                 | Tarja Halonen         | Umaru Yar’Adua        | 2008             |
| 2008                     | Anneli Vuorinen     |                 | Tarja Halonen         | Umaru Yar’Adua        | 2011             |
| 2011                     | Riitta Korpivaara   |                 | Tarja Halonen         | Goodluck Jonathan     |                  |